# Чухур-Саад
Чухур-Саад, Чохур-Саад, Чухурсаад — у XV—XVIII ст. історична область і адміністративна одиниця — бейлербейства у складі держави Кара-Коюнлу і Сефевідів. Включала в себе більшу частину території історичної Східної Вірменії. У XVI столітті бейлербеями Чухур-Саада призначалися еміри з кизилбашського племені устаджлу, які переселилися до Єреванської області у тому ж столітті.
В теперішній час цій області приблизно відповідають території Республіки Вірменія та Нахічеванської АР Азербайджану.

## Походження і локалізація топоніма
Назва «Чухур-Саад» складається з тюркського Чухур — западина (в даному випадку долина) і Саад. Смислове значення терміна — Долина (належить) Саад-у. Джерела пов'язують походження терміна Саад з ім'ям еміра Саада, голови огузького племені Саадлу, зі складу племінної конфедерації Кара-Коюнлу, які були витіснені із Середньої Азії до Передньої Азії вторгненням монголів. Влада емір Саада, а в подальшому його синів та онуків, на цих територіях тривала до 30-х рр. XV століття. Дані деяких рукописів дозволяють стверджувати, що з 1411 року, якщо не раніше, в цій правив Пір-Хусейн, син емір Саада.
В період його правління кордони, заснованого його батьком емірату розширилися, за рахунок включення сюди міста Карса і його околиць. В історичних записах особливо відзначені будівельні роботи, що проводяться Пір-Хусейном, переважно по відновленню Карса, а також в інших областях вілаєта. Кам'яна гробниця села Аргаванд відноситься до числа цінних зразків таких будівель.
Топонім «Чухур-Саад» відзначений джерелами ще в XV столітті, наприклад «Кітабі-Діарбакіріййа».
Чухур-Саад географічно відноситься до долини вздовж обох берегів Араксу, і включав частини вірменських історичних провінцій Айрарат, Гугарк і Васпуракан. Згідно інформації перського історика Іскандеру Мунши, Карс розташовано між Чухур-і Саадом та Ерзурумом. Чухур-Саад сусідить з Агіска (Ахалціхом).

## Історія

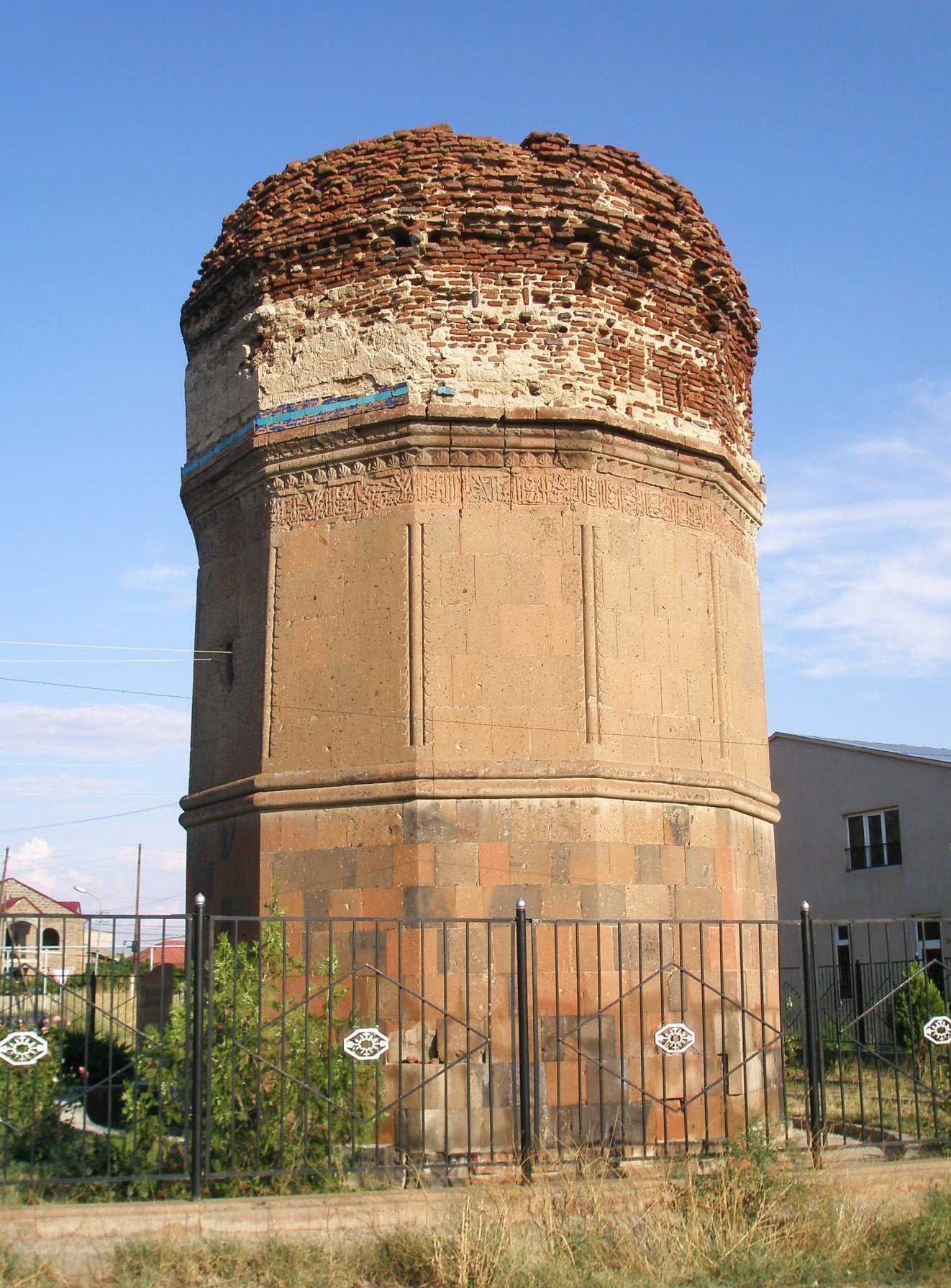
Кам'яна гробниця, збудована в період правління Пір-Хусейна (село Аргаванд, колишній Джафарабад)

Історик Хасан-бек Румлу повідомляє, що син Кара Юсуфа Мірза Іскандер пройшов через Кагізма і вступив до Чухур-Саад. Передбачається, що в роки правління Іскандера його репресіям, поряд з іншими феодалами, піддалися й еміри Саадлу і деякий час в області не було місцевих князів. Це тривало до вступу на престол Джаханшаха, який відновив у правах феодалів, які зазнали переслідувань за його брата. Згідно інформації  Шараф-хана Бідлісі, якийсь Хусейн Саадлу з власним військом брав участь в поході Джаханшаха на Хорасані після завоювання Астарабада деякий час був правителем даного вілаєта. Цей факт свідчить, що в період правління Джаханшаха Саадлу вдалося відновити свої князівські права і вони зайняли важливе місце у військово-феодальної ієрархії. Також Хасан-бек Румлу згадує цю назву при описі походу  Ісмаїла Сефеві та зіткнення з військом Альвенда Ак-Коюнлу, де вказується, що воно відбулося в Чухур-Саїді, в місцевості Шарур. Після XV століття, з економічних міркувань, ці території входили до складу великої адміністративної одиниці, з центром в Тебризі, під назвою «Азербайджан». Ця підпорядкованість носила лише фінансово-адміністративний характер. В одній з грамот, що зберігаються в Матенадарані і датуються 1428 роком, повідомляється:
|  | ...Це - одна третина цілого села, що іменується Учкіліса з сіл нахіє Карбі, яке знаходиться в країні Азербайджан, в одній з областей Грузії, в Чухур-Саадському вілаєті, - так вбереже його бог від нещасть і лих часу, - з усіма його чотирма кордонами... |

З часу створення держави Сефевідів область Чухур-Саад була перетворена на бейлербейство (провінцію) зі столицею в Еривані. Будучи самостійними політико-адміністративними одиницями, бейлербейства Чухур-Саад, разом з Тебрізьким, Ширванським та Карабаським бейлербействами, мали загальне керівництво з точки зору податково-фінансового підпорядкування і звітували перед візиром північно-західної області, або «Азербайджану». При цьому як зазначає російський сходознавець В. Ф. Мінорський вживання терміна «Азербайджан» для бейлербейств Чухур-Саад, Карабах та Ширван географічно недоречно і невірно, бо вони розташовувалися за межами історичного Азербайджану .
У XVI столітті Чухур-Саад передається як улька кизилбашському племені Устаджли, а область, аж до османського завоювання, стає їх спадковим володінням. Тоді ж Чухур-Саад був заселений тюркськими огузькими племенами алпаут і баят. За словами Аббас-Кулі-ага Бакіханова, «Шах Ісмаїл переселив з Іраку плем'я Баят частиною в Еріван, а частиною в Дербенд і Шабран, щоб посилити місцевих правителів». Вже до того часу місцева вірменська знать була повністю винищена. Після смерті Ісмаїла Сефеві, в період міжусобних воєн, в Чухур-Сааді також оселилося плем'я Румлу.
Першим бейлербейом Чухур-Саада був Бадр-хан Устаджлу, а потім Шахкули-хан Устаджлу.
З 1587 року бейлрбейом області став Мухаммеді-хан Тохмак Устаджлу, один із найвидатніших полководців Сефевідської епохи.
Після звільнення цих земель від османської окупації, у часи правління шаха Аббаса Великого, бейлербейство знову було відновлено і заселене племенем ахча-койюнлу каджар. Проіснувало аж до падіння династії Афшарів в Ірані. Згодом на території Чухур-Саада були утворені Нахічеванське та Ериванське ханства.